# Gottfried Meulenbergh
Gottfried Meulenbergh (* 20. November 1826 in Aachen; † 20. Dezember 1875) war ein deutscher Amtsgerichtsrat. Als Liberaler saß er im Reichstag (Norddeutscher Bund) und im Zollparlament.

## Leben
Meulenbergh besuchte das Kaiser-Karls-Gymnasium und studierte an der Rheinischen Friedrich-Wilhelms-Universität Rechtswissenschaft. 1847 wurde er im Corps Rhenania Bonn aktiv. Nach den Examen war er am Landgericht Aachen tätig. Nach 1863 war er Friedensrichter in Dülken, Dormagen und ab 1863 in Geilenkirchen.
1867–1870 war er Mitglied des ersten ordentlichen Reichstags des Norddeutschen Bundes für den Wahlkreis Münster 3 (Borken, Recklinghausen) und die Deutsche Fortschrittspartei. In dieser Eigenschaft gehörte er seit 1868 auch dem Zollparlament an. Am legte am 23. April 1870 sein Reichstagsmandat nieder. Von 1866 bis 1870 war er außerdem Mitglied des Preußischen Abgeordnetenhauses.